# Лосион
Лосион (лат. lotio — „прати”/„прање”; лат. lavo — „прати”/„прање”, „смокрити”/„мокраћа”, „овлажити”) јесте нисковискозни козметички препарат намењен за примену на кожи. Супротно, креме и гелови имају већу вискозност, углавном због мањег садржаја воде. Лосиони се стављају на спољашњу кожу голим рукама, четкицом, чистим платном или памучном ватом.
Иако се лосион може користити и као систем допремања лека, многи лосиони (поготово лосиони за руке и лосиони за тело) намењени су једноставно глачању, овлаживању, омекшавању и некада само мирисању коже.
Неки производи за негу коже, као што су креме за сунчање или хидрантне креме, могу да буду доступни у више формата, а међу њима су поред гела, креме или спреја и лосиони.